# Radżastan
Radżastan (hindi राजस्थान, trb. Radźasthan, trl.: Rājasthān; ang. Rajasthan) – stan w północno-zachodnich Indiach, położony w ich zachodniej części. Stolicą stanu, a zarazem jego największym miastem jest Jaipur. Stan został utworzony 1 listopada 1956 roku. Jest to obecnie największy pod względem powierzchni stan Indii. Radżastan graniczy z Pakistanem, oraz z następującymi stanami Indii: Gujarat, Madhya Pradesh, Uttar Pradesh, Hariana, Pendżab.

## Historia
Podczas brytyjskiego panowania w Indiach obszar obecnego Radżastanu nosił nazwę Radźputana („kraj radźputów”). W latach 1899–1902 należał do rejonów najsilniej dotkniętych klęską głodu.

## Podział administracyjny
Stan Radżastan dzieli się na następujące dystrykty:

1. Ajmer
2. Alwar
3. Banaswara
4. Baran
5. Barmer
6. Bharatpur
7. Bhilwara
8. Bikaner
9. Bundi
10. Chittaurgarh
11. Churu
12. Dausa
13. Dhalpur
14. Dungarpur
15. Ganganagar
16. Hanumangarh
17. Jaipur
18. Jaisalmer
19. Jalor
20. Jhalwar
21. Jhunjhunun
22. Jodhpur
23. Karauli
24. Kota
25. Nagaur
26. Pali
27. Rajsamand
28. Sawai Madhopur
29. Sikar
30. Sirohi
31. Tonk
32. Udaipur

## Geografia

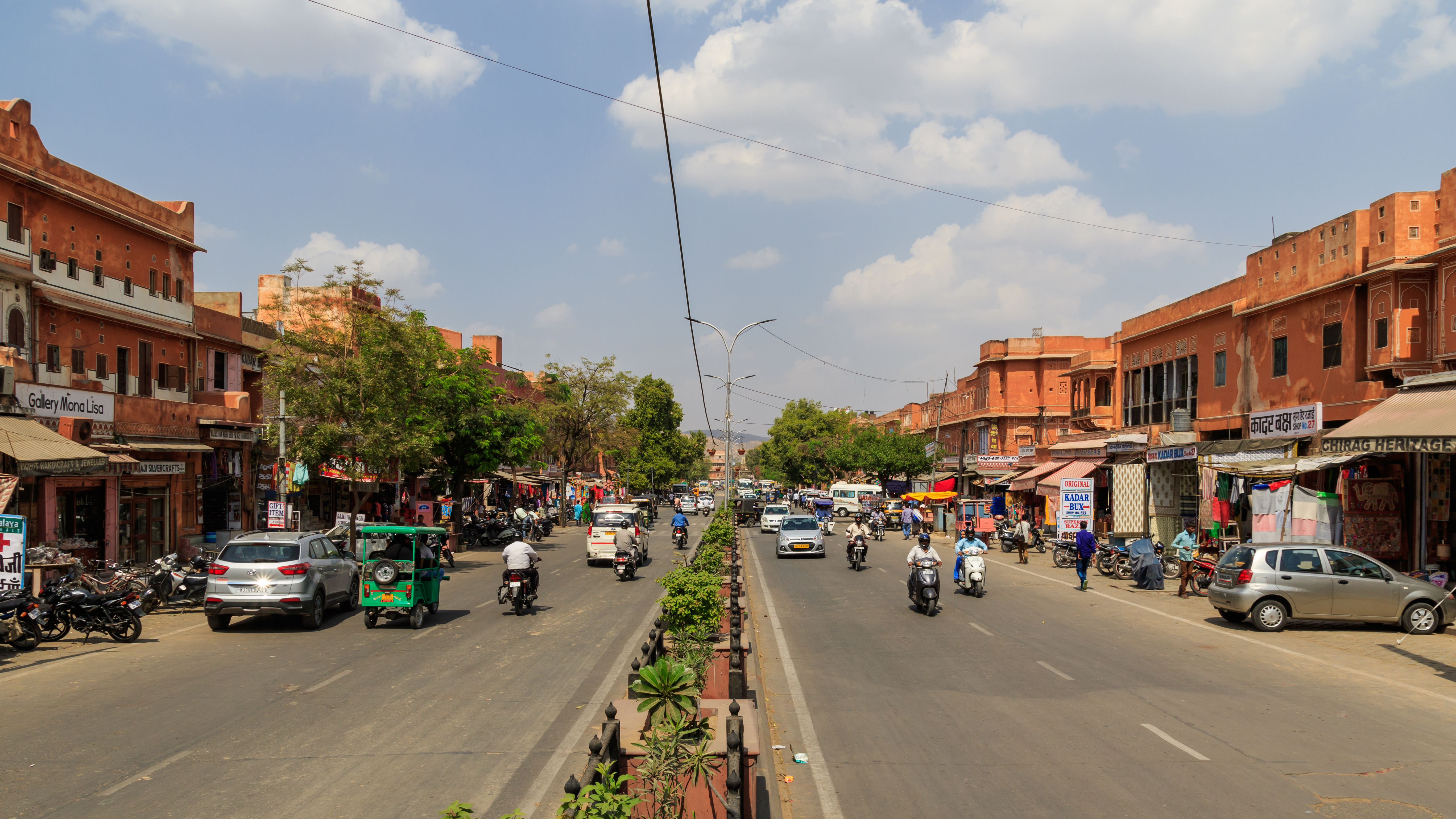
Radżastan – ulice Jaipuru

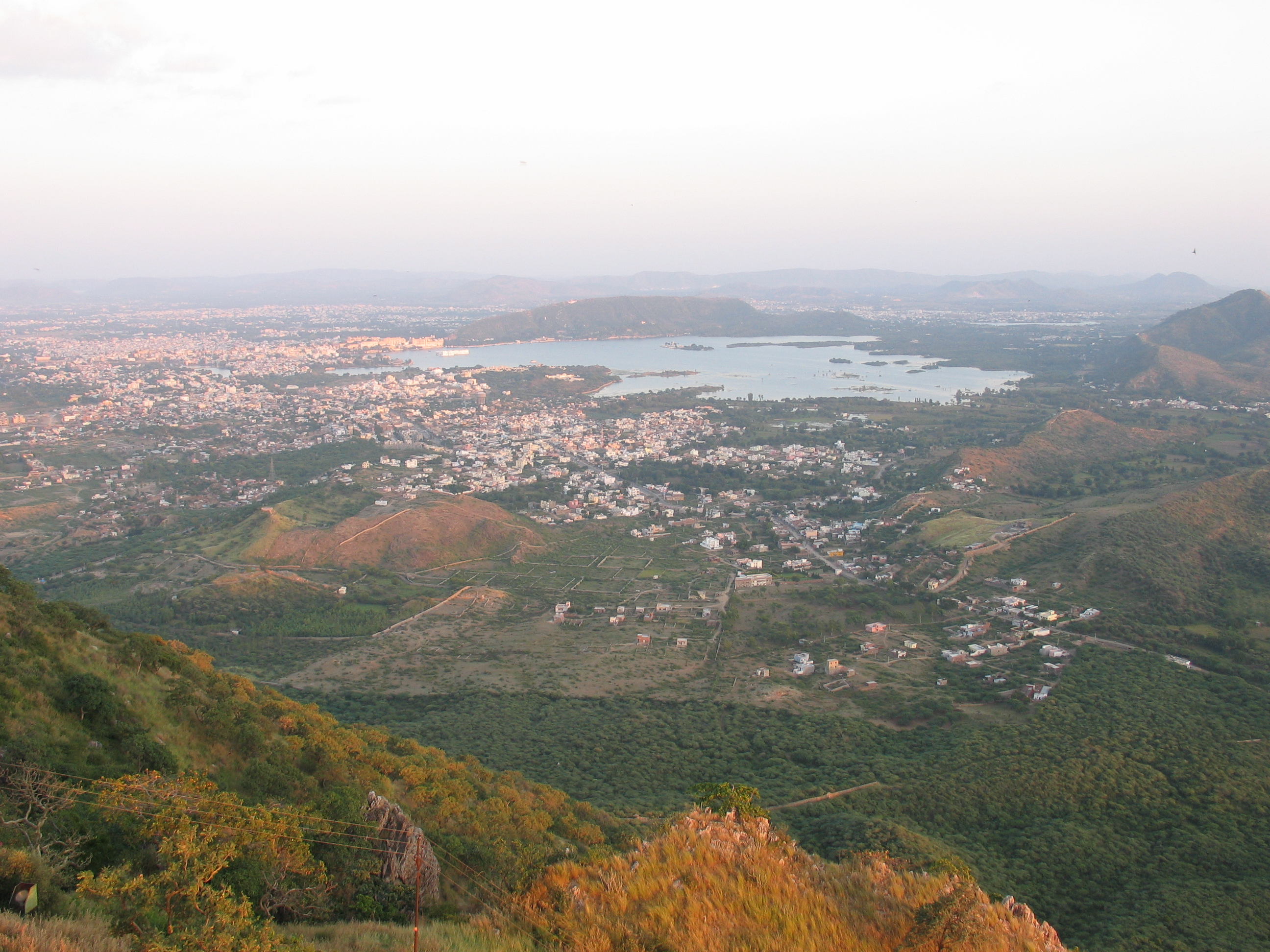
Radżastan – panorama Udaipuru

Radżastan jest stanem półpustynnym i pustynnym. Na zachodzie rozciąga się pustynia Thar i góry Arawali (najwyższy szczyt: Abu, 1722 m n.p.m., na granicy z Gudźaratem). W miarę przesuwania się na wschód i południe klimat Radżastanu staje się łagodniejszy.

### Największe miasta
W tabeli przedstawiono została lista największych miast Radżastanu wraz z liczbą mieszkańców (stan na 2012).
| Miasto      | Liczba mieszkańców |
| ----------- | ------------------ |
| Jaipur      | 3 073 349          |
| Dźodhpur    | 1 138 300          |
| Kota        | 1 001 365          |
| Bikaner     | 647 804            |
| Adźmer      | 551 101            |
| Udajpur     | 474 531            |
| Bhilwara    | 360 009            |
| Alwar       | 341 422            |
| Ganganagar  | 249 914            |
| Bharatpur   | 252 838            |
| Pali        | 187 571            |
| Sikar       | 184 904            |
| Tonk        | 135 663            |
| Hanumangarh | 129 654            |
| Beawar      | 123 701            |
| Kishangarh  | 116 156            |
| Jhunjhunu   | 100 476            |

## Demografia

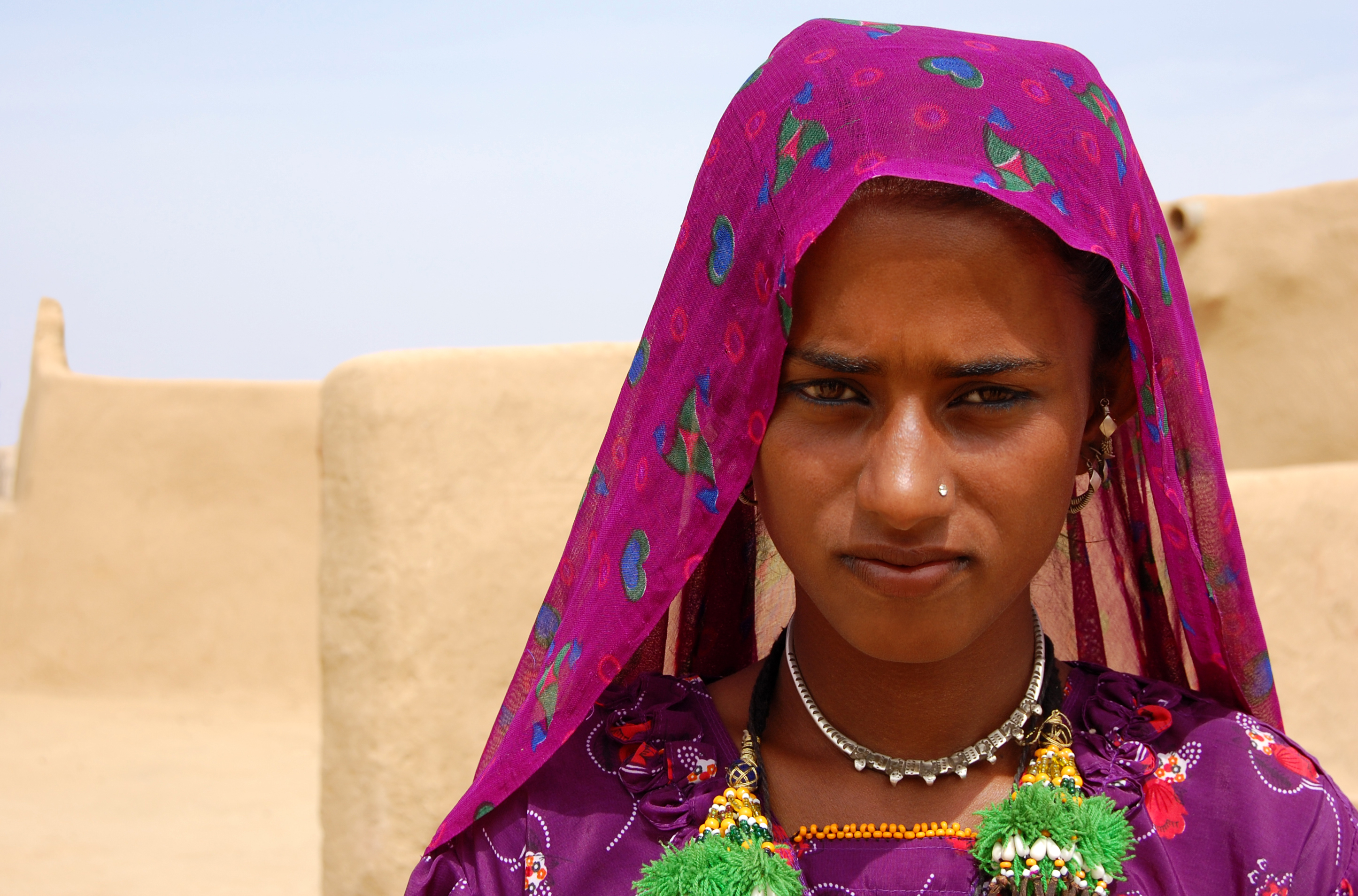
Młoda muzułmanka z Radżastanu

Radżastan zamieszkany jest przez około 57 milionów mieszkańców (2001). Najczęściej używanymi językami są hindi, radżastani i gudźarati, w użyciu są również między innymi pańdźabi i sindhi.
Podział ludności Radżastanu ze względu na wyznania:
- hinduiści – 88,9% mieszkańców
- muzułmanie – 8,5% mieszkańców
- sikhowie – 1,4% mieszkańców
- dżiniści – 1,2% mieszkańców

## Języki
| Języki w Radżastanie                                      | Języki w Radżastanie | Języki w Radżastanie |
| Język                                                     | rodzina              | %                    |
| --------------------------------------------------------- | -------------------- | -------------------- |
| hindi (włączając język radżastani i inne pokrewne języki) | języki indoaryjskie  | 91,09%               |
| bhili                                                     | Indoaryjska          | 4,60%                |
| język pendżabski                                          | Indoaryjska          | 2,02%                |
| urdu                                                      | Indoaryjskie         | 1,17%                |
| sindhi                                                    | Indoaryjskie         | 0,67%                |

## Gospodarka

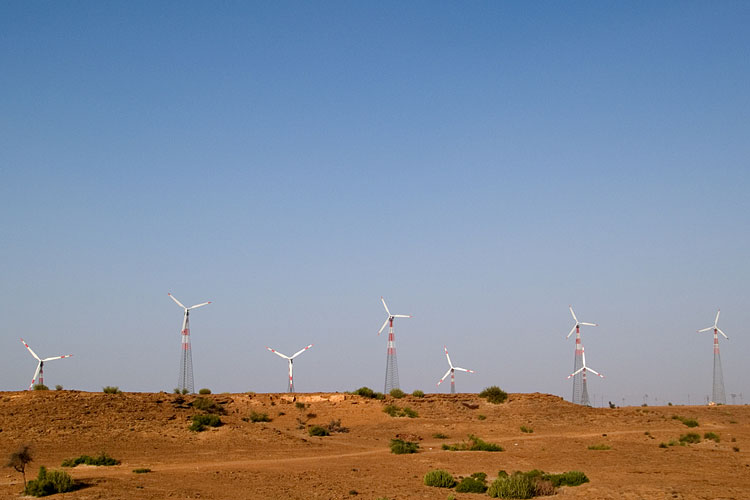
Radżastan – turbiny wiatrowe na pustyni Thar

### Rolnictwo
Główną gałęzią gospodarki Radżastanu jest rolnictwo. Do najczęściej uprawianych roślin należą pszenica, bawełna, trzcina cukrowa, tytoń i rośliny oleiste. Radżastan jest również największym producentem wełny w Indiach. Zasadniczym problemem rolnictwa Radżastanu jest brak wody. Problem braku wody do pewnego stopnia został rozwiązany w latach 60. XX wieku, w związku z budową Kanału Indiry Gandhi, zasilającego w wodę część stanu.

### Przemysł
Pierwsze zakłady przemysłowe na terenie Radżastanu pojawiły się w latach 60. XX wieku. Obecnie największe znaczenie ma przemysł tekstylny i spożywczy. Istotną rolę odgrywa górnictwo: na terenie Radżastanu wydobywa się między innymi sól kamienną, miedź i cynk, ropa naftowa i gaz ziemny.
W 2006 roku firma Cairn Energy odkryła największe złoże lądowe ropy naftowej Mangala. W wierceniach poszukiwawczych brała udział Polska firma Nafta „Piła”.

### Turystyka
Jedną z najważniejszych gałęzi gospodarki Radżastanu jest turystyka. Na terenie stanu znajduje się szereg atrakcji turystycznych:
- Jaipur i Amber,
- Bharatpur wraz z Parkiem Narodowym Keoladeo (obiekt wpisany na Listę Światowego Dziedzictwa UNESCO),
- Dżodhpur,
- Udaipur,
- Jaisalmer.

## Galeria

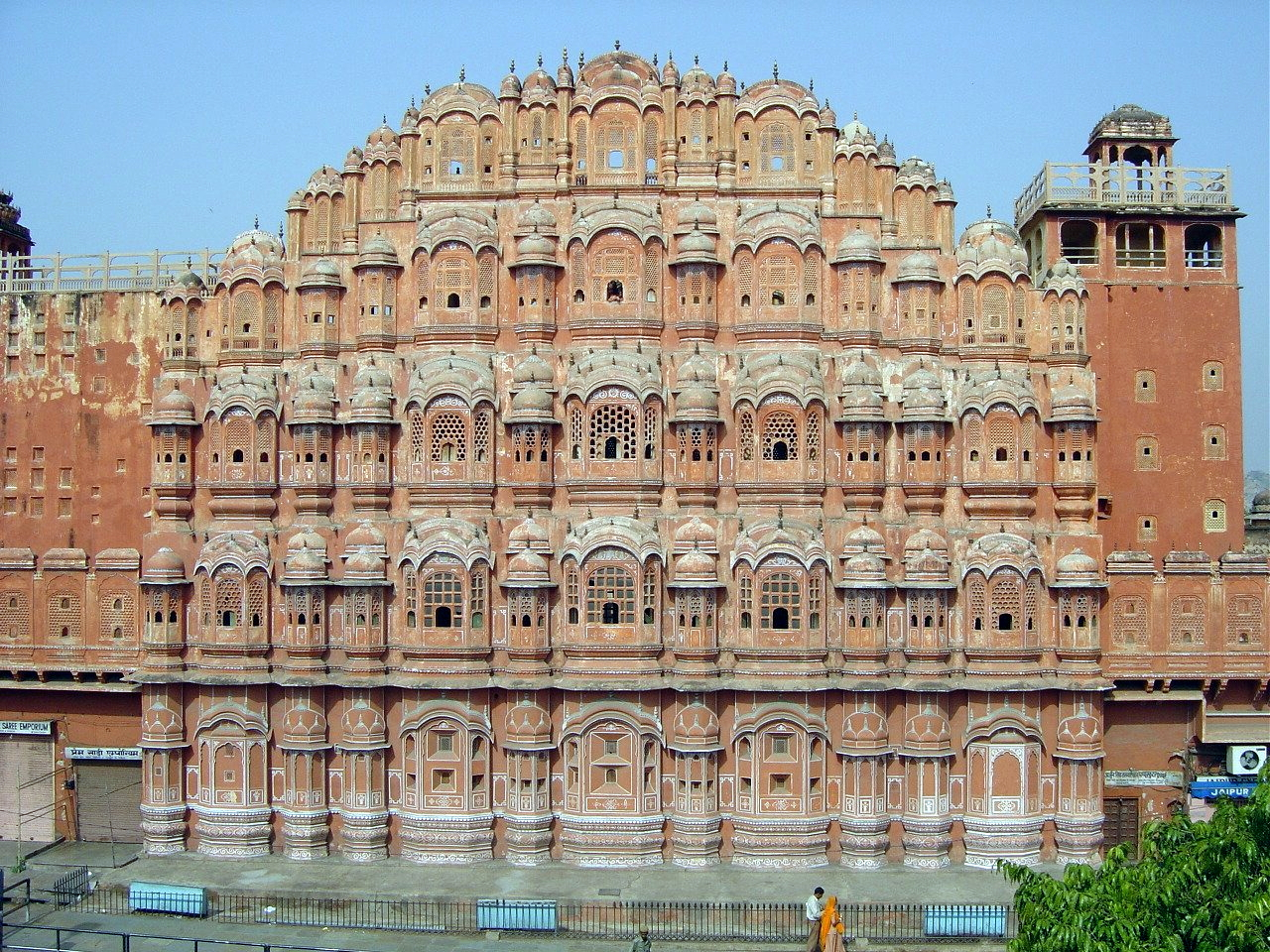
Pałac Hawa Mahal w Dżajpur
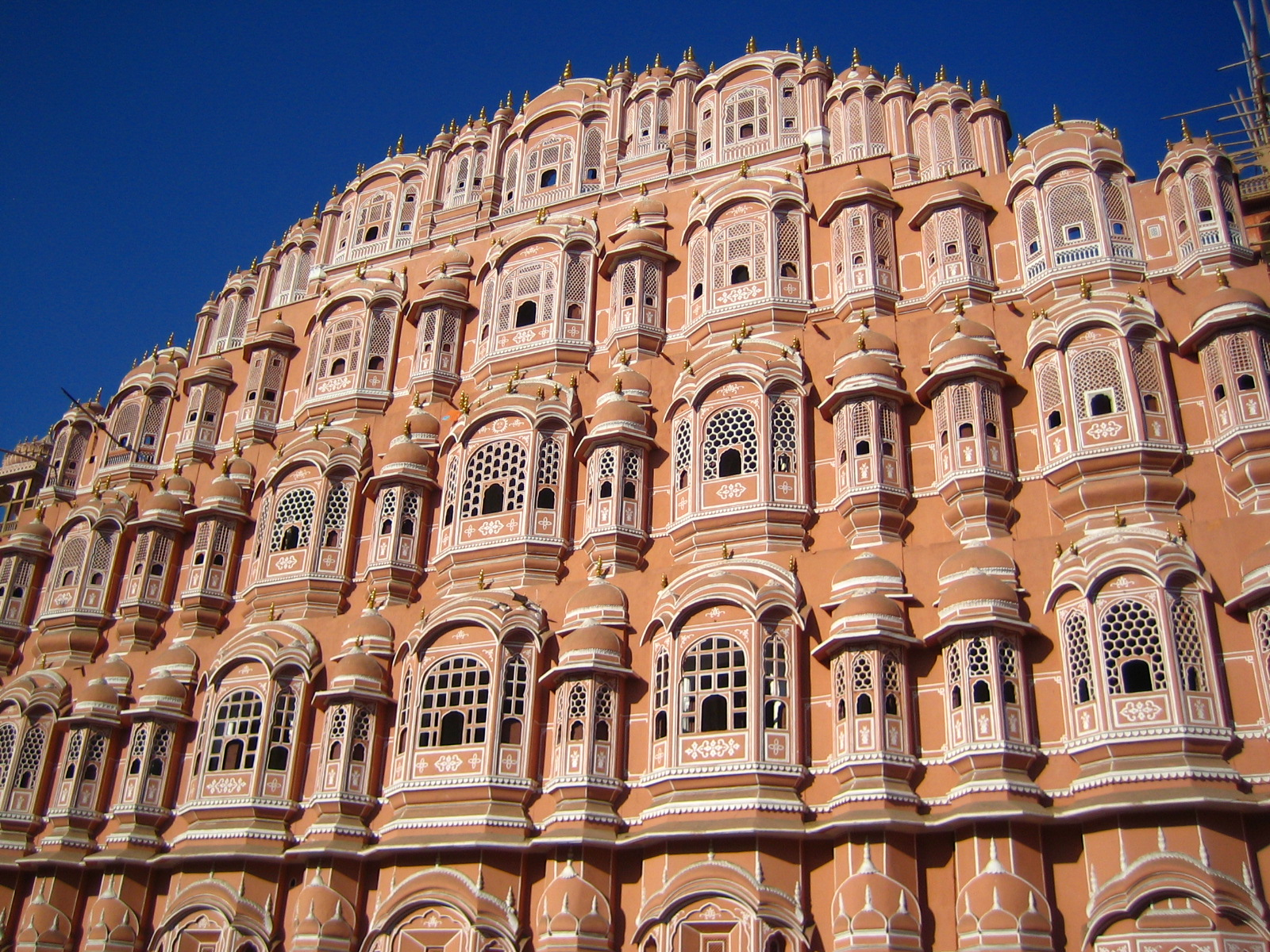
Jaipur – Pałac Wiatrów
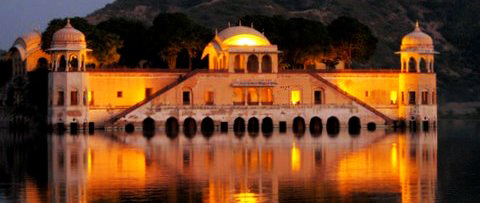
Jaipur
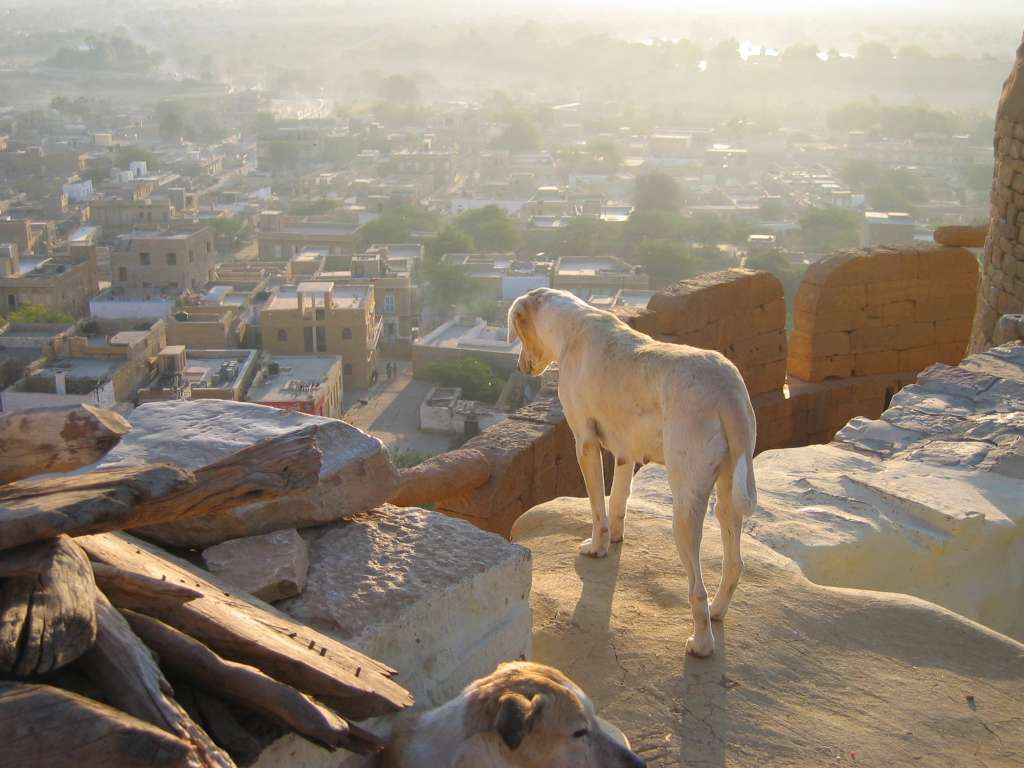
Jaisalmer
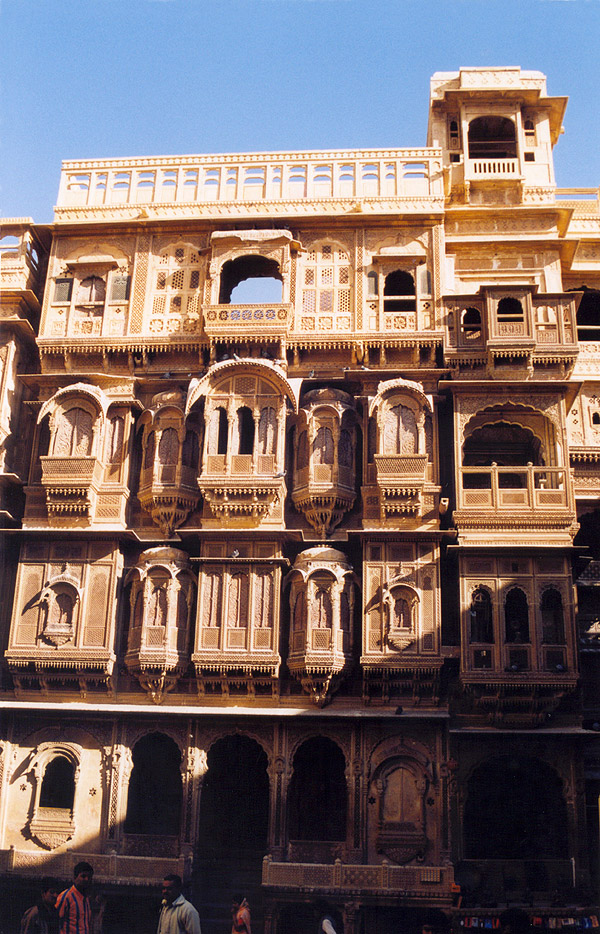
havel w Jaisalmer
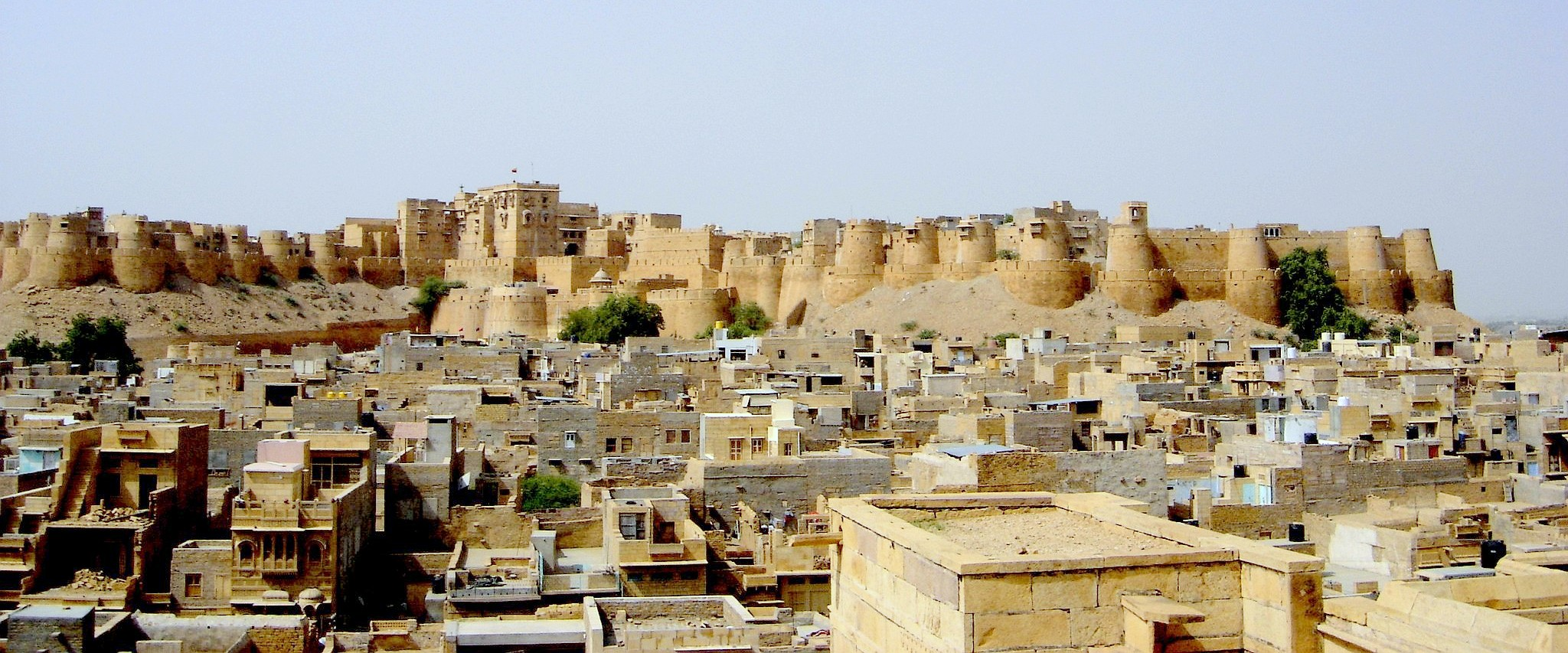
fort w Jaisalmer
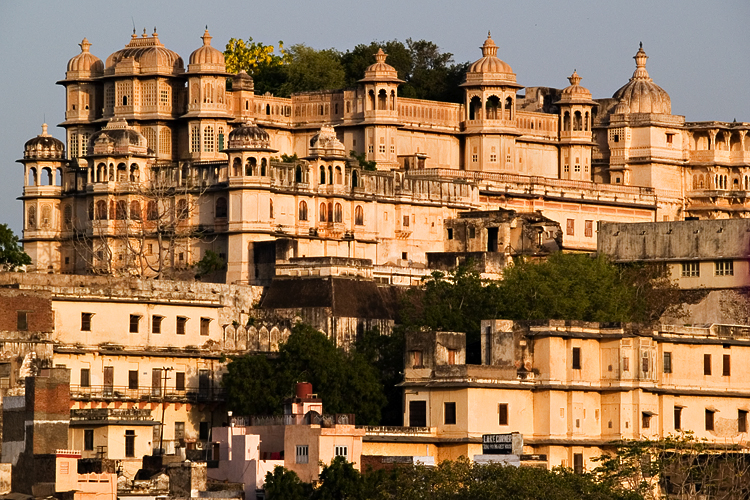
Udajpur -cytadela z pałacem
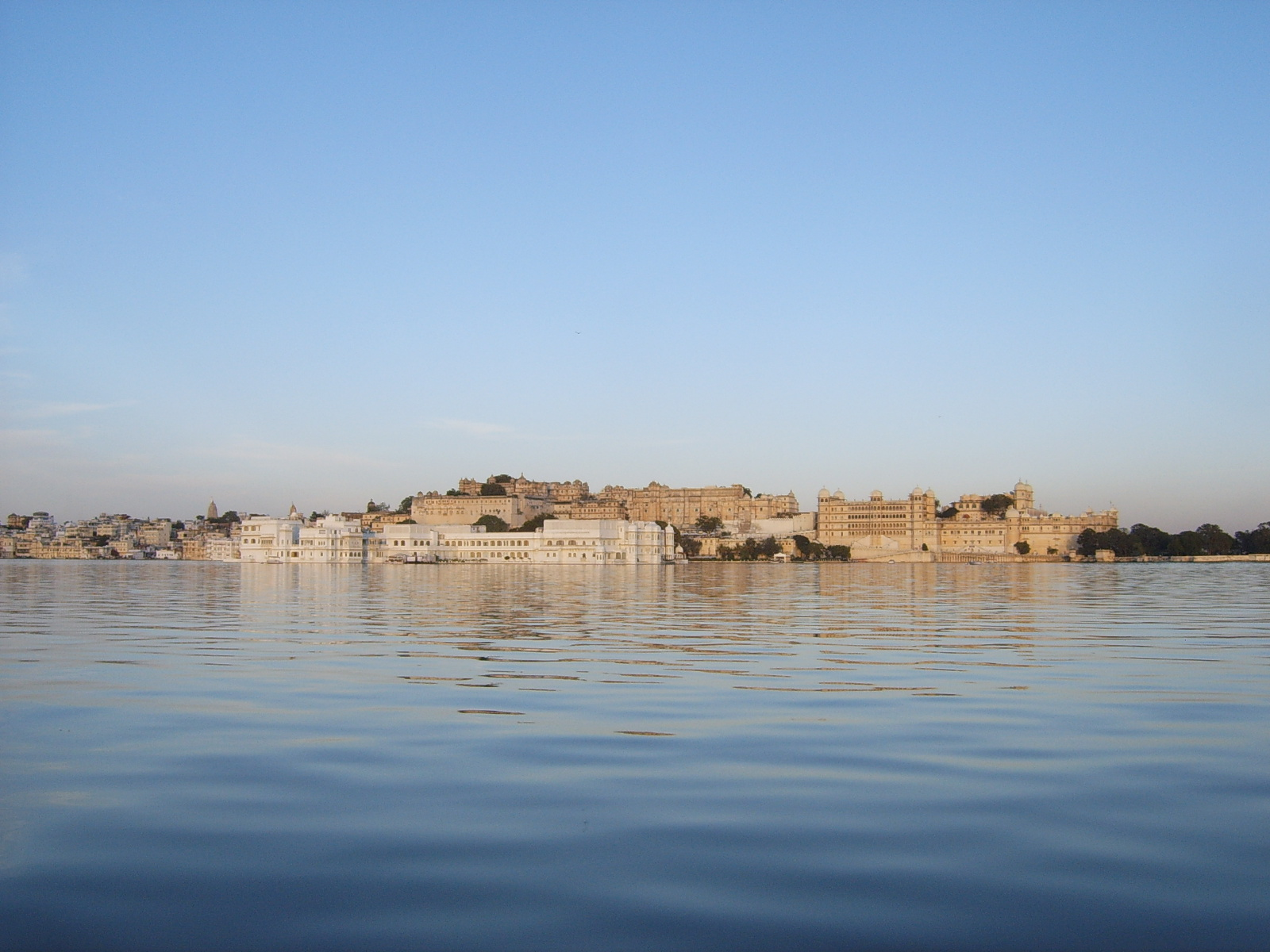
Udajpur
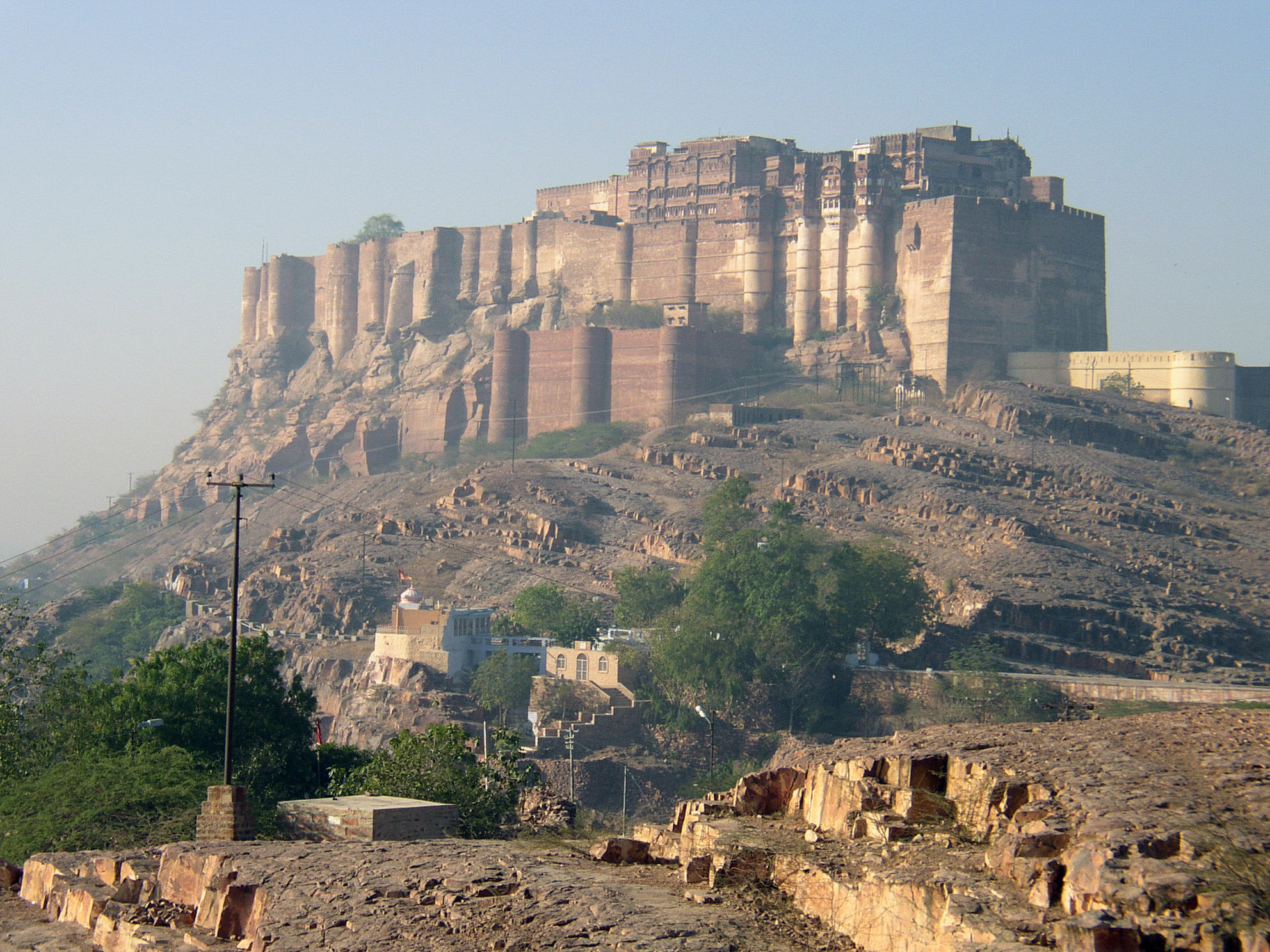
Dźodhpur – twierdza Twierdza Mehrangarh
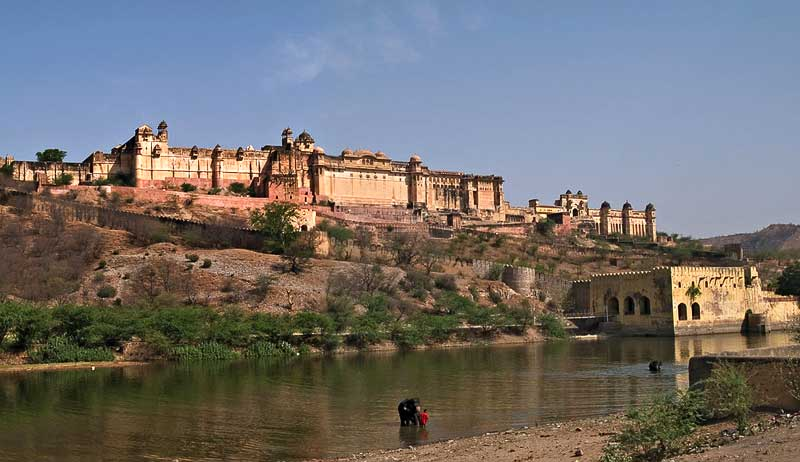
fort w Amberze
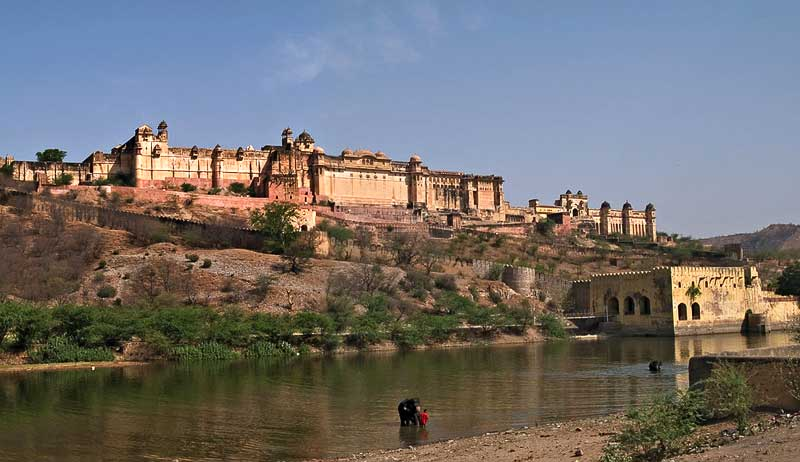
fort w Amberze
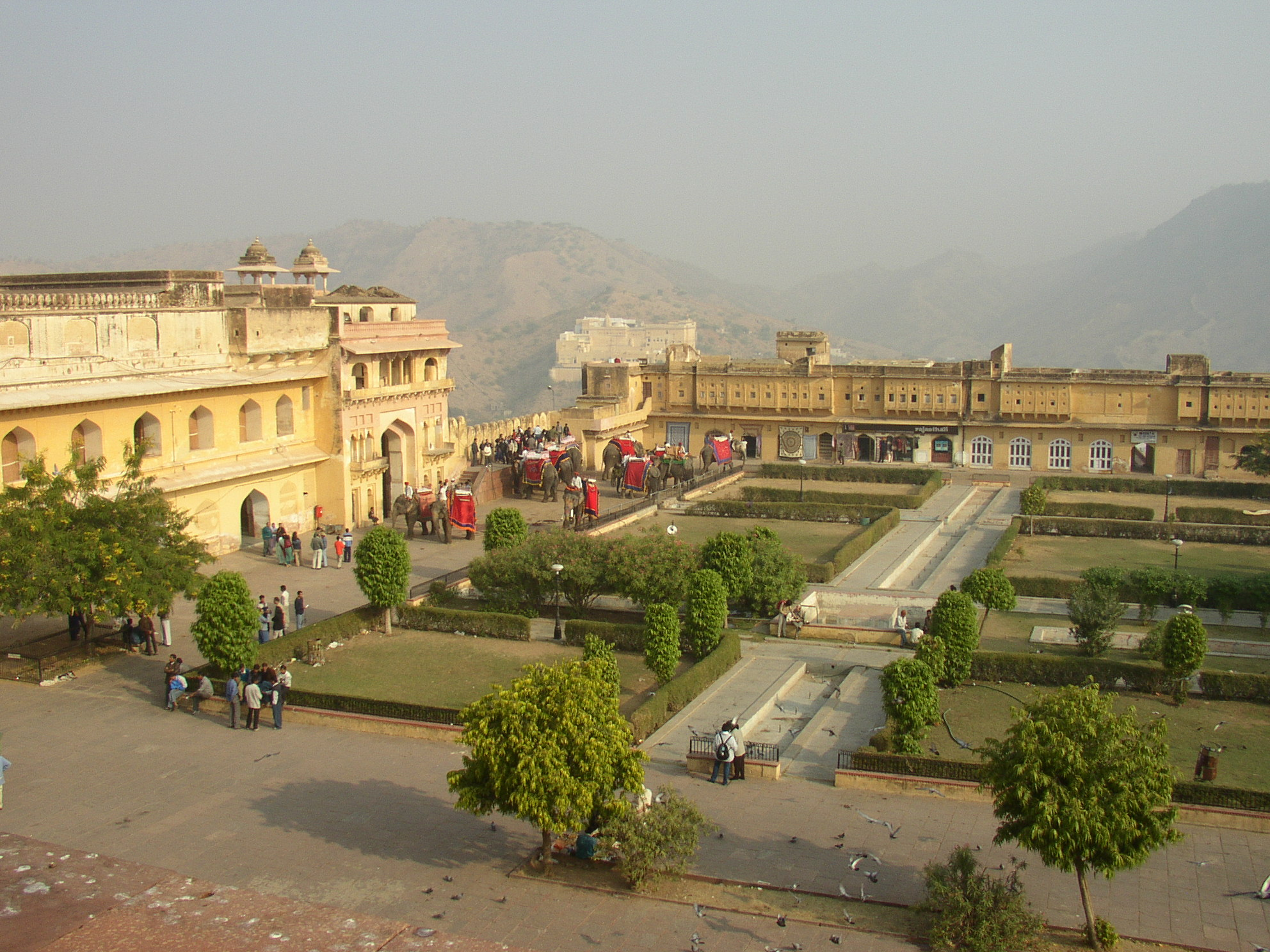
Amber – widok dziedzińca fortu
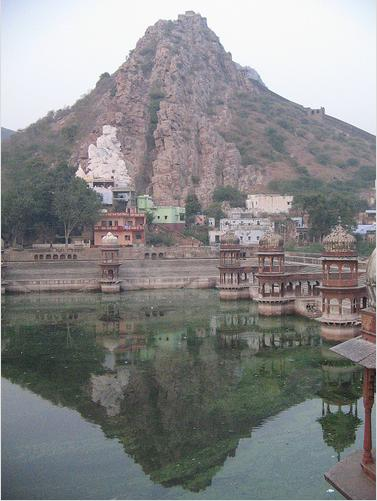
Alwar
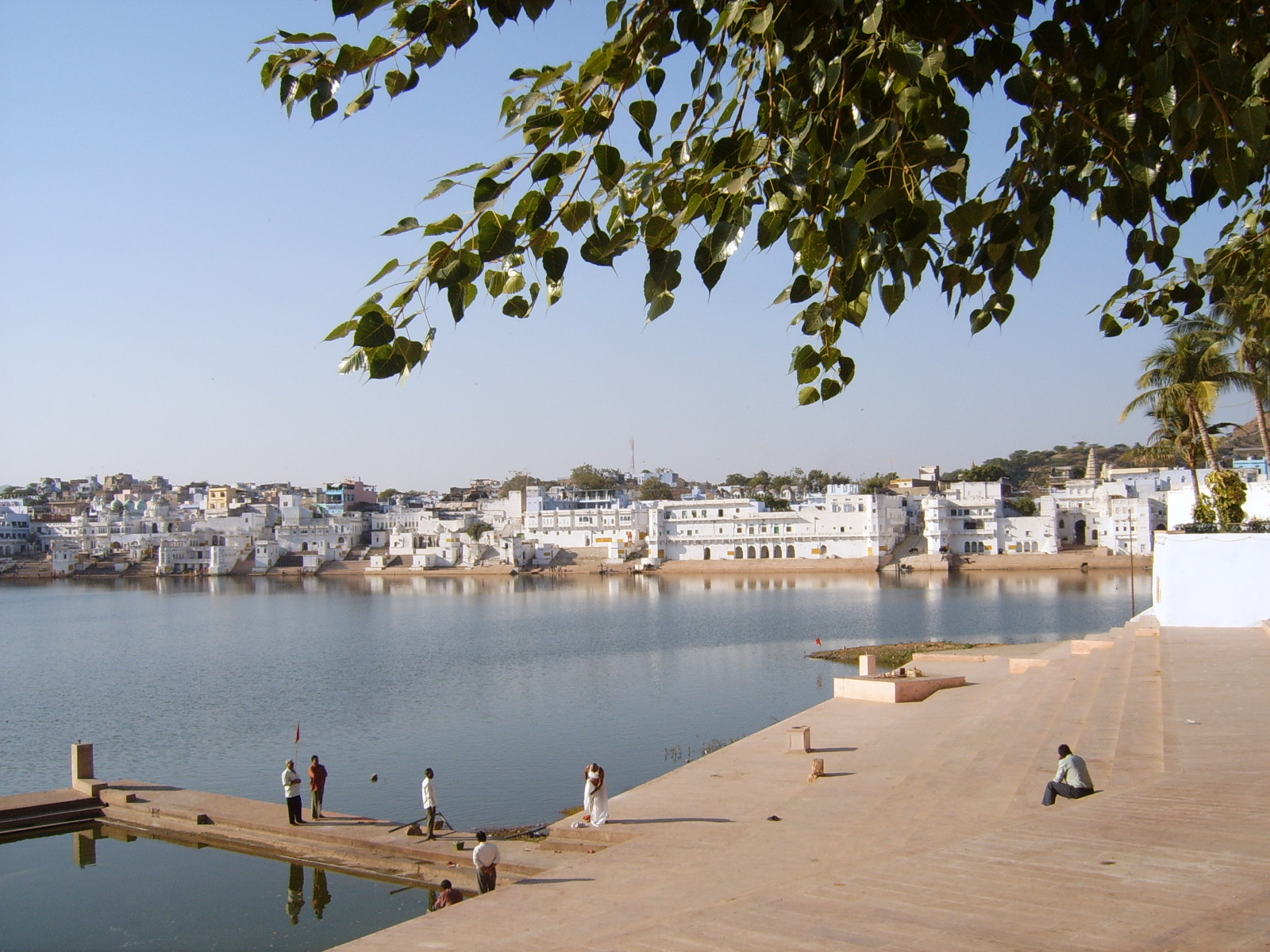
Puszkar
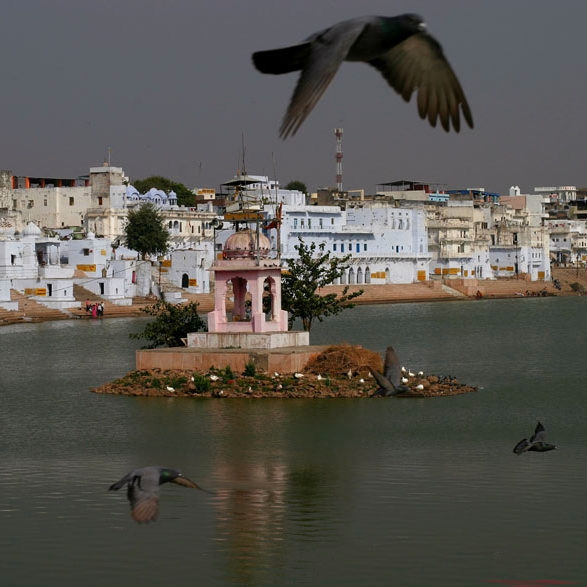
Puszkar
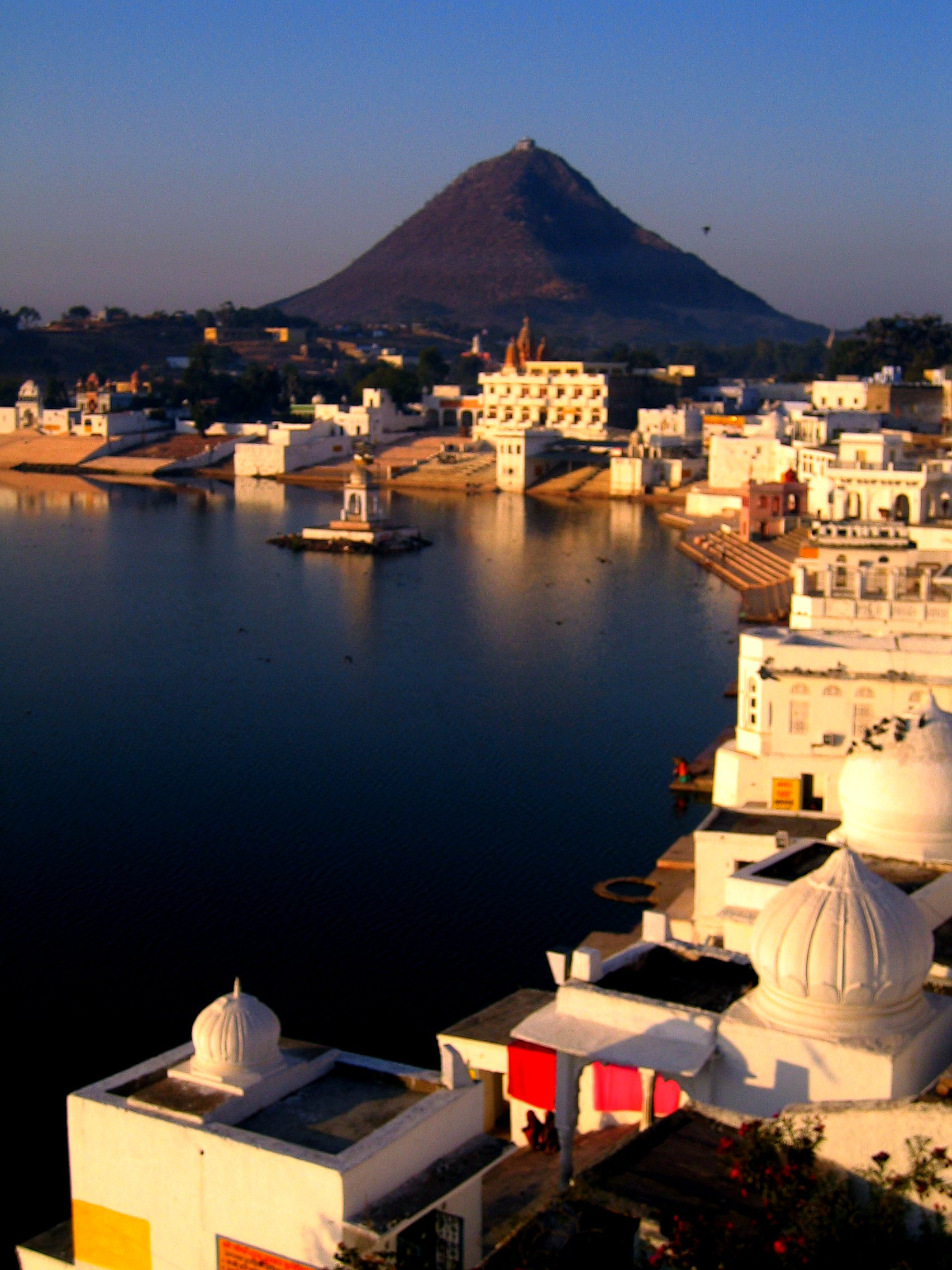
ghaty nad jeziorem Puszkar
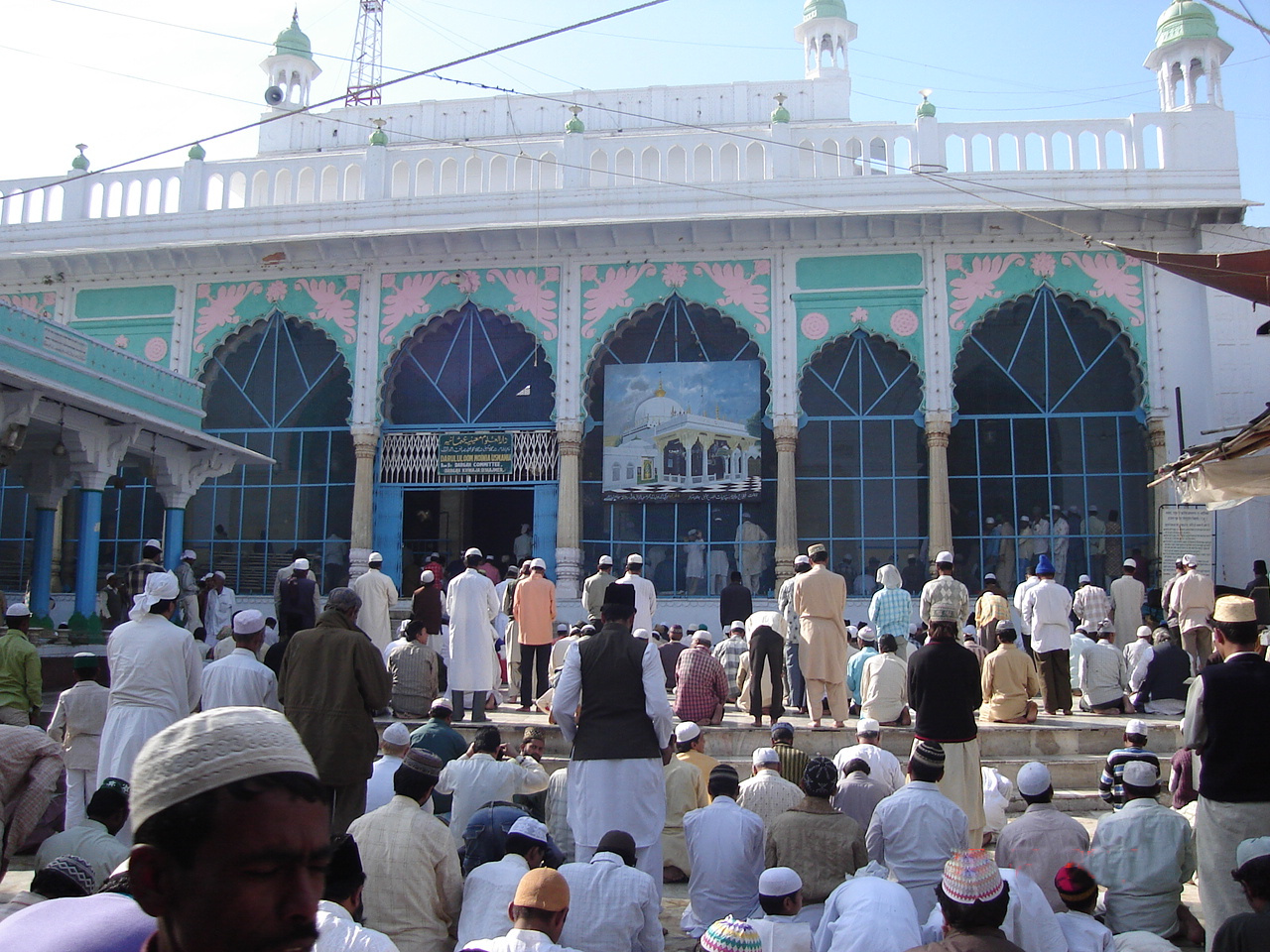
Dargah świętego Khwaza Moinuddin z sufickiej tradycji Chishti w Adźmerze
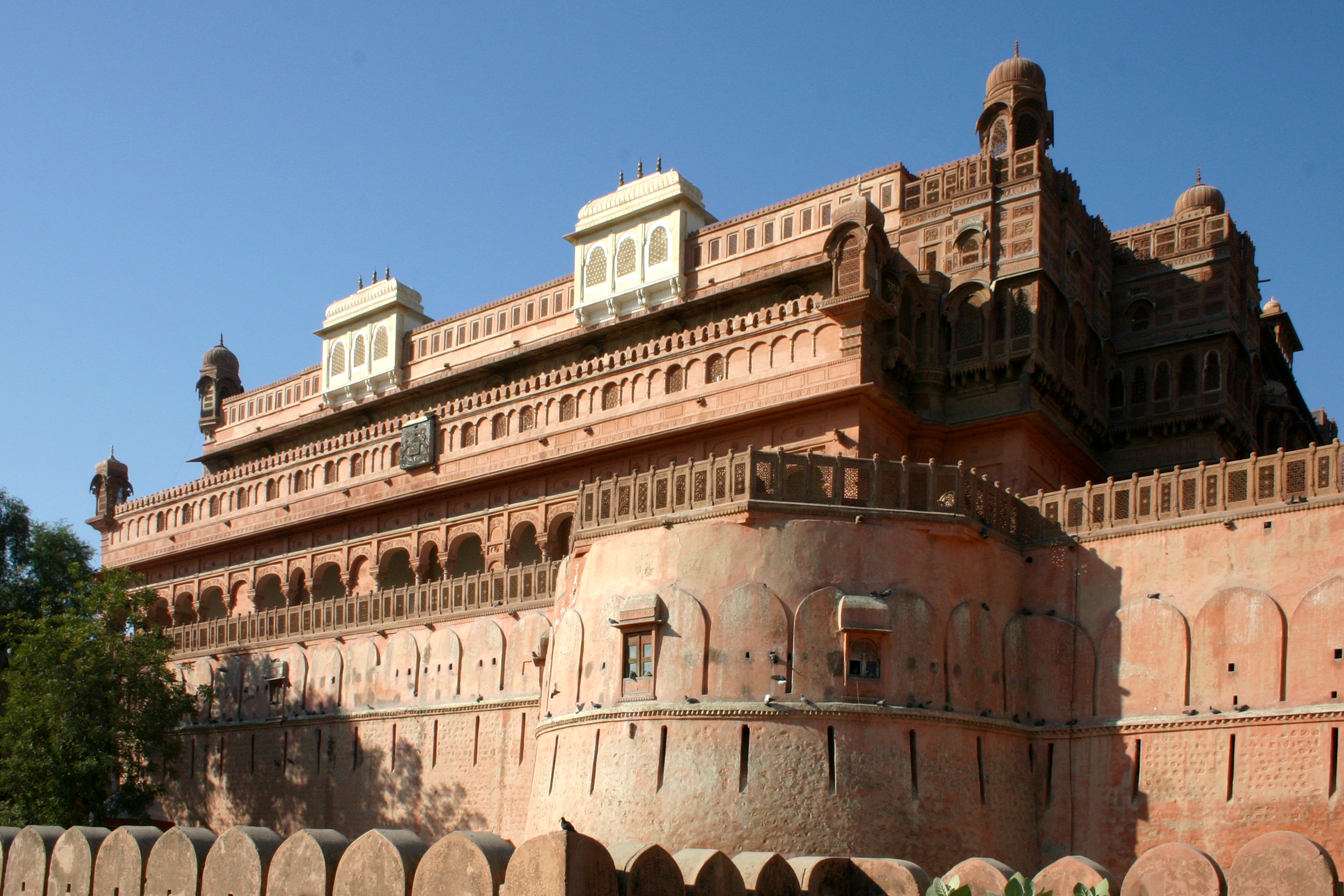
Bikaner-Fort Dźunagarh
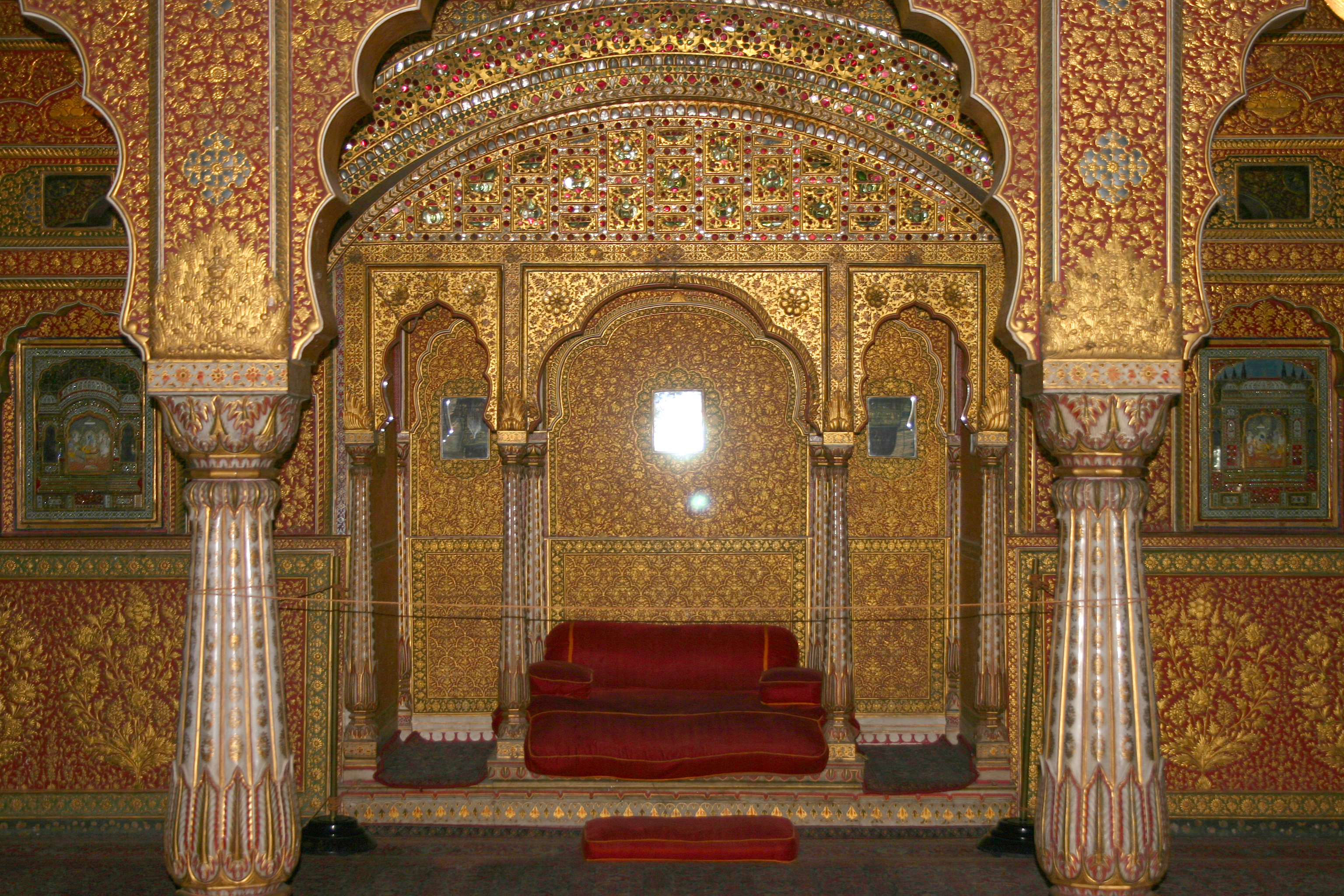
Sala Audiencji w Forcie Dźunagarh w Bikanerze